# František Žebrák
Podplukovník František Žebrák (12. února 1893 Heřmanice – 7. května 1942 Koncentrační tábor Mauthausen) byl československý legionář, voják a odbojář z období druhé světové války popravený nacisty.

## Život

### První světová a ruská občanská válka
František Žebrák se narodil 12. února 1893 v Heřmanicích (dnes součást Ostravy) v rodině Rudolfa a Emilie Žebrákových. V první světové válce bojoval v c. a k. armádě jako kadet v rámci 13. pěšího pluku na ruské frontě, kde také 7. července 1916 padl u Tlumače do zajetí. Přihlásil se do Československých legií, zařazen byl 1. srpna 1917. Absolvoval Sibiřskou anabázi, do Československa se vrátil v roce 1920 v hodnosti poručíka. V Československé armádě pokračoval jako voják z povolání.

### Druhá světová válka
Po německé okupaci v roce 1939 a rozpuštění armády se František Žebrák zapojil do odbojové organizace Obrana národa. Pracoval pro ní na Ostravsku a Valašsku, organizace zde kromě budování struktur pro případné povstání prováděla zpravodajskou činnost, pomáhala s převáděním osob na Slovensko a podporovala příslušníky sovětských výsadků. František Žebrák se stal obětí rozsáhlé vlny zatýkání gestapem začátkem října 1941. Vězněn byl nejprve ve věznici krajského soudu v Moravské Ostravě, poté v brněnských Kounicových kolejích. Dne 20. ledna 1942 byl stanným soudem odsouzen k trestu smrti, dne 3. února 1942 pak převezen do koncentračního tábora Mauthausen. Popraven byl 7. května 1942 tamtéž.